# عظماء الدنيا وعظماء الآخرة (كتاب)
كتاب عظماء الدنيا وعظماء الآخرة هو كتاب من تأليف الدكتور مصطفى محمود يتحدث فيه عن مجموعة من المقالات المجمعة للكاتب، لذا قد تجد بعض الأفكار مكررة في أكثر من موضع. يبدأ الكتاب وينتهى بتأملات ذات طابع صوفي، فيبدأ بمسرحية شعرية، ويتنهى بـ «ساعة تأمل» و «لحظات سُكر» وبين هذا وذاك.. توجد مجموعة مقالات مختلفة ذات طابع ديني وسياسي، يتحدث عن الغرب وأطماعه.. إسرائيل وأمريكا.. موقفنا نحن العرب مما حولنا وموقفنا مع أنفسنا.. صحيح أن المقالات قديمة، ولكن لها إسقاطات عديدة على الحاضر.. كلٌ حسب رؤيته. ثم تأتي المقالتان «استعمال الإسلام لهدم الإسلام - الخيط الرفيع بين النار والجنة» لتعرينا أمام أنفسنا وأمام الواقع الذي نعيش فيه، وتخجلنا نحن المسلمين من تقاعسنا عن الفهم والعمل والجد.
الدكتور مصطفى محمود كاتب قدير له وجهة نظر خاصة به، وهي أنه يجب ألا نضع أية قيود على حرية الفكر أو الاجتهاد، سواء في الدين أو السياسة، أو أي موضوع آخر في الحياة. فالإسلام دين فكر ودين حرية بمعنى الكلمة. من هذا المنطلق فإن كل كتابات د.مصطفى محمود تثير ردود فعل ساخنة، وضجة لا تهدأ. فهو يرفض أن يغلق عقله عن التفكير.. أو أن يعيش أسيراً لأفكار سابقة التجهيز!. إنه يرفض أيضاً القول أن هناك مواضيع شائكة لا يجب الاقتراب منها أز مناقشتها.

## مقتطفات من الكتاب
- “لا توجد قوة في الأرض تجعلني أحب رغماً عني ما لا أحب.. وأرضى رغماً عني ما لا أرضى.. وهذا هو المخبأ الوحيد الذي تبقى لي والذي لا تستطيع أن تدمره قنبلة ذرية أو هيدروجينية..”.

## وصلات خارجية
- فيديو حلقات الدكتور مصطفى محمود.
- مدونة الدكتور مصطفى محمود.
- «كان نائماً في سكينة تامة لم يستيقظ منها»: ابنة مصطفى محمود لـ«العربية.نت»: العالم الكبير رحل في هدوء، العربية نت، 31 أكتوبر 2009.
- صفحة مصطفى محمود على موقع أبجد
- صفحة اقتباسات مصطفى محمود على موقع أبجد
- صفحة باسم الدكتور رائعة على الفيس بوك
- الفيلم الوثائقي العالم والايمان على اليوتيوب
- محمود تحميل كتب الدكتور مصطفى محمود كاملة pdf